# Monumento nacional Cementerio Africano
El Monumento Nacional Cementerio Africano (en inglés: African Burial Ground National Monument) es un monumento nacional ubicado en Nueva York, Nueva York. El Monumento Nacional Cementerio Africano se encuentra inscrito como un Monumento Nacional en el Registro Nacional de Lugares Históricos desde el 19 de abril de 1993.
El edificio principal es el Ted Weiss Federal Building.
El lugar contiene los restos de más de 419 afroestadounidenses enterrados durante los siglos XVII y XVIII que provenían de las Trece Colonias, los cuales muchos eran Freeborn y otros eran esclavos. Algunos historiadores han estimado que podrían hallarse entre 10.000 y 15.000 restos. Es considerado el sitio urbano más importante del proyecto de la arqueología histórica de los Estados Unidos.

## Ubicación
El Monumento Nacional Cementerio Africano se encuentra dentro del condado de Nueva York en las coordenadas 40°42′49″N 73°59′38″O / 40.713611, -73.993889.